# 克雷梅诺
克雷梅诺（義大利語：Cremeno），是意大利莱科省的一个市镇。总面积13平方公里，人口1373人，人口密度105.6人/平方公里（2009年）。国家统计（ISTAT）代码为097029。